# Ткачик рудощокий
Тка́чик рудощокий (Ploceus galbula) — вид горобцеподібних птахів ткачикових (Ploceidae). Мешкає в Східній Африці та на Аравійському півострові.

## Опис

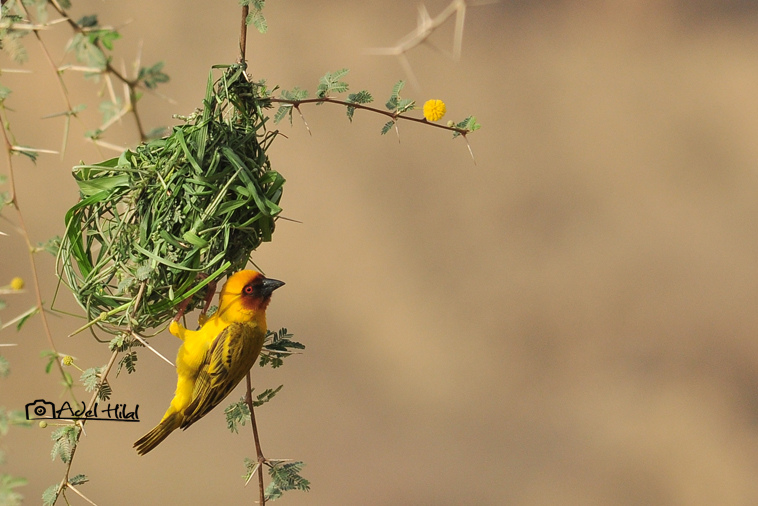
Рудощокий ткачик

Довжина птаха становить 14 см. У самців під час сезону розмноження верхня частина тіла оливково-коричнева, крила і хвіст буруваті, нижня частина тіла світло-жовта. на обличчі чорно-бура "маска", щоки і горла темно-руді. Очі червонуваті, дзьоб чорний.  Самиці і самців під час негніздового періоду мають менш яскраве. жовте забарвлення, груди у них охристі, решта нижньої частини тіла жовтувато-біла.

## Поширення і екологія
Рудощокі ткачики мешкають на південному сході і сході Судану, в Ефіопії, на півночі Сомалі, в Еритреї, Джибуті, на південному сході Саудівської Аравії, в Ємені та на заході Оману, раніше спостерігалися на північному сході Кенії. Вони живуть в саванах, на сухих і прибережних луках, на полях і пасовищах. Зустрічаються зграйками, на висоті до 2000 м над рівнем моря. Живляться переважно насінням, а також комахами. Рудощокі ткачики є полігамними, на одного самця припадає в середньому 3 самиці. Вони гніздяться колоніями, які можуть нараховувати до 50 гнізд. В кладці 2-3 яйця. Інкубаційний період триває 14 днів, пташенята покидають гніздо через 3 тижні після вилуплення.